# Jiřice u Miroslavi
Obec Jiřice u Miroslavi (německy Irritz) se nachází v okrese Znojmo v Jihomoravském kraji. Žije zde 458 obyvatel.

## Historie
První písemná zmínka o obci pochází z roku 1385, kdy náležela klášteru sv. Kláry ve Znojmě. V roce 1609 se připomíná tvrz při prodeji panství Jáchymu Šanovskému z Lisova. Na místě tvrze pak byl v letech 1750–1760 vystavěn barokní zámek, jednopatrová čtvercová stavba. V místě dnešní pošty stávala židovská synagoga z roku 1837, která byla zbořena v letech 1951–1952.

## Současnost
Ve vesnici je základní škola pro první stupeň (do páté třídy) a pro děti předškolního věku je tu mateřská školka. Ve volném čase lze navštívit např. fotbalové hřiště nebo knihovnu, která se nachází na obecním úřadu. Dále se v obci nachází kostel sv. Anny, hřbitov, kulturní dům a zdravotní středisko, kde má ordinaci jeden praktický lékař a jeden zubař.
Celková poloha obce je 853 ha, z toho orná půda zabírá 80 %. Obec Jiřice u Miroslavi je významnou vinohradskou usedlostí. V katastru obce jsou také řazeny ovocné sady.

## Pamětihodnosti
- Kostel svaté Anny
- Boží muka u silnice
- Boží muka u kostela
- Socha svatého Jana Nepomuckého před kostelem
- Židovský hřbitov

## Galerie

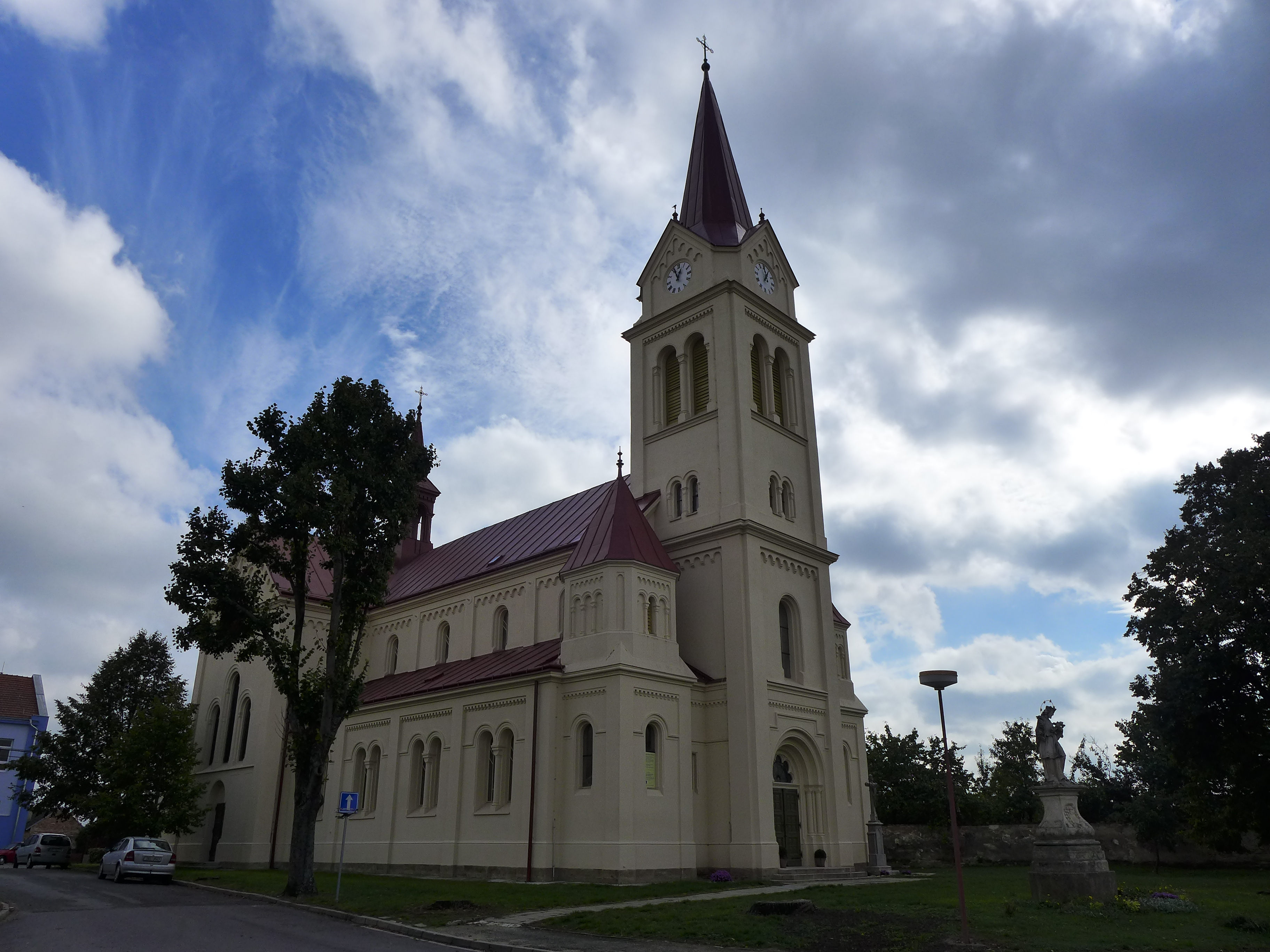
Kostel sv. Anny
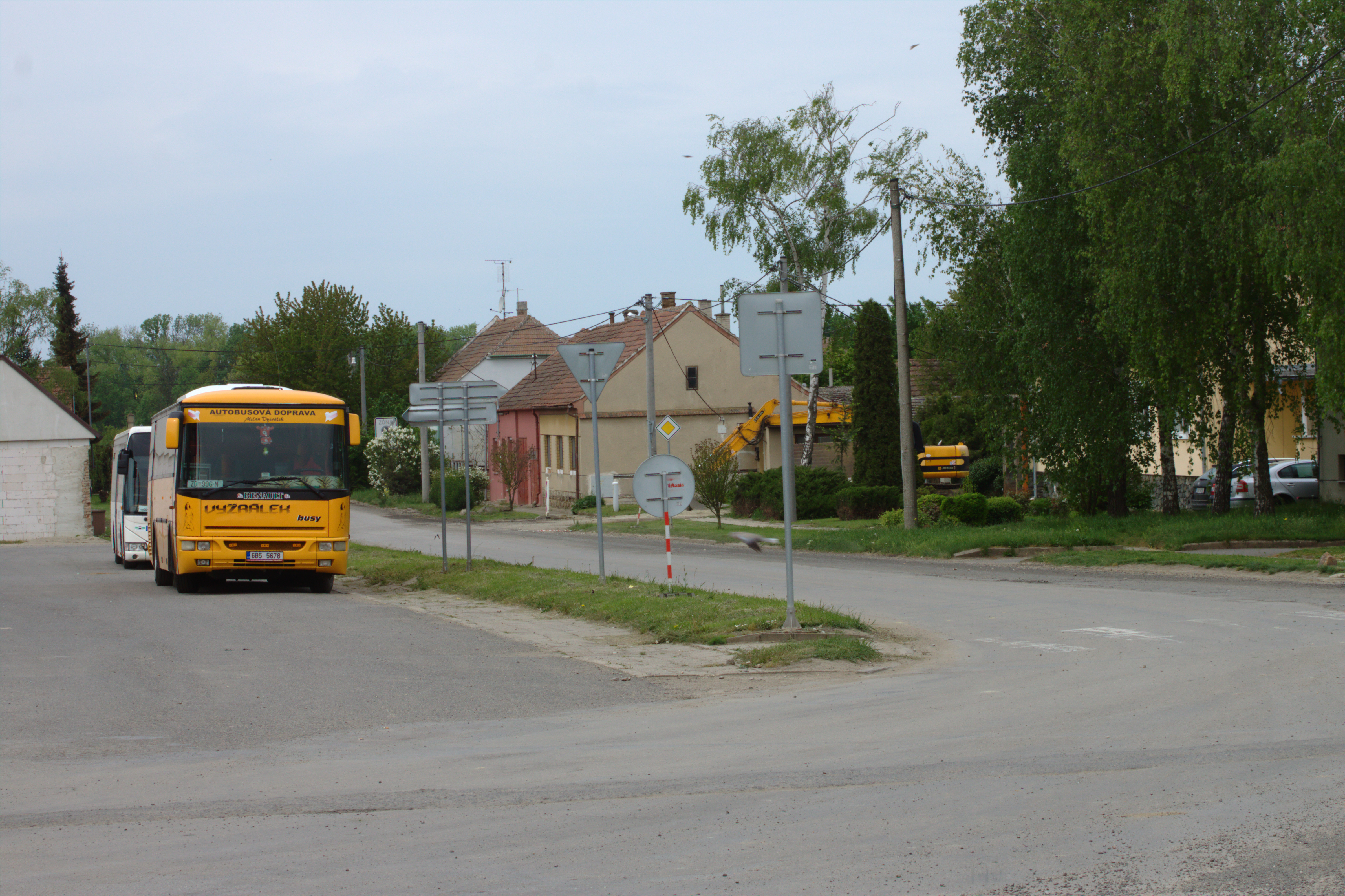
Odstavený autobus
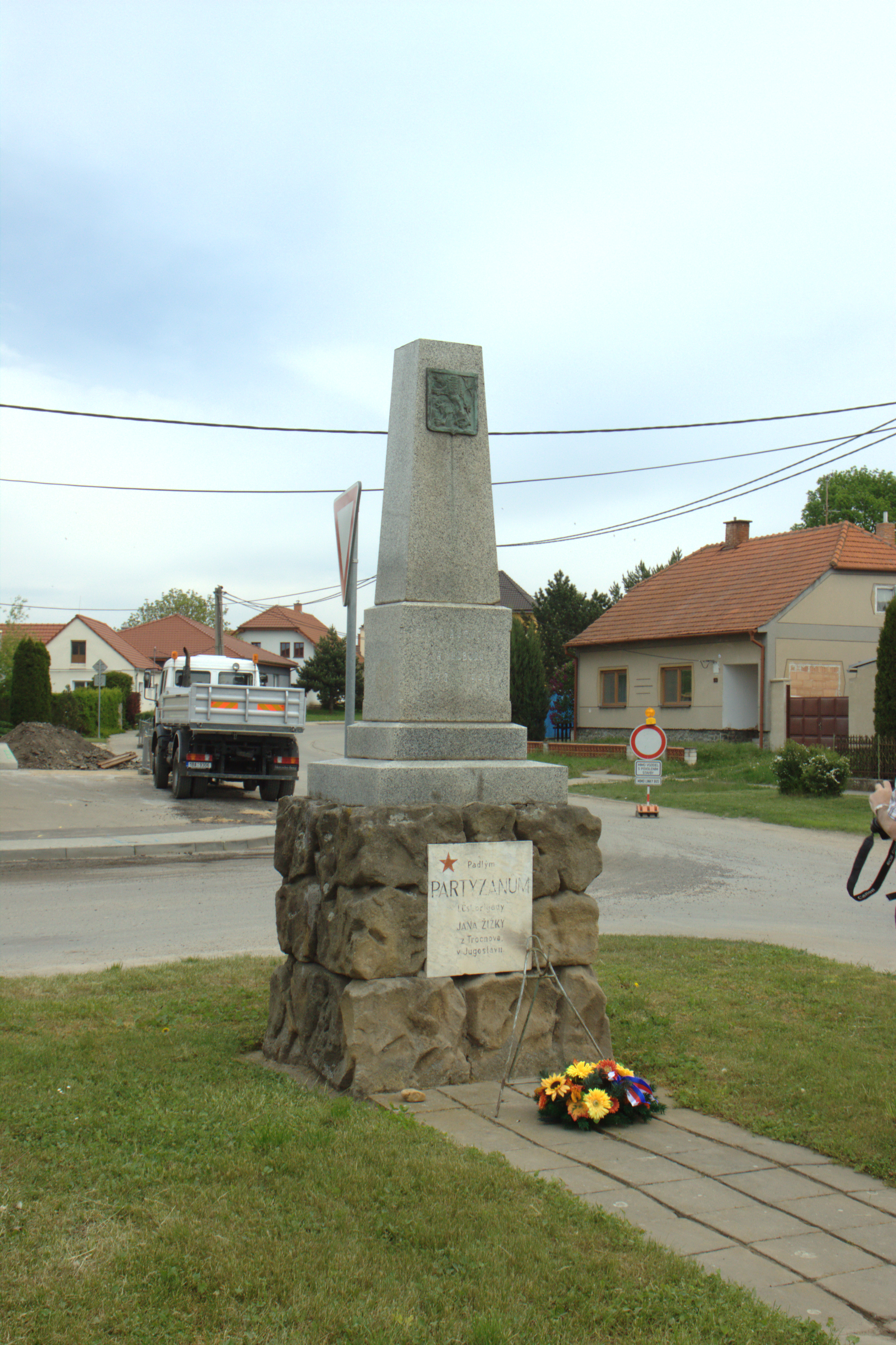
Pomník partyzánům
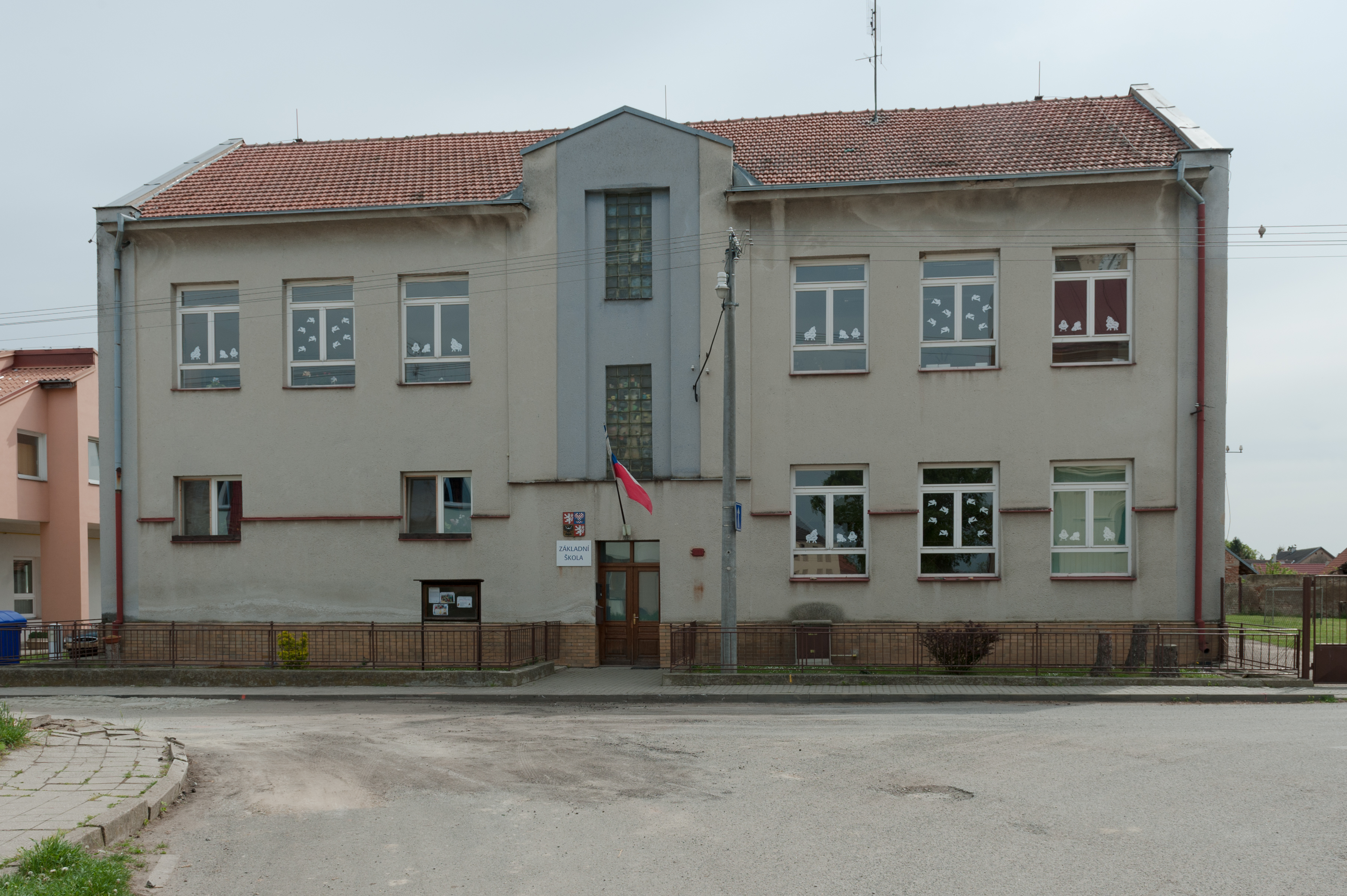
Škola